# Super Formula seizoen 2016
Het Super Formula seizoen 2016 is het 30e seizoen van het belangrijkste Japanse formulewagenkampioenschap. Yuji Kunimoto werd kampioen, voor de Duitse veteraan André Lotterer en Yuhi Sekiguchi. Het team van Yunimoto, P.mu/cerumo・INGING, werd kampioenin het teamklassement.
Vanaf het seizoen 2016 wordt gebruikgemaakt van Yokohamabanden.

## Teams en rijders
Alle teams zijn geregistreerd in Japan, en maken gebruik van het Dallara SF14 Super Formula-chassis
| Team                         | No. | Coureur                | Motor         | Rondes |
| ---------------------------- | --- | ---------------------- | ------------- | ------ |
| P.mu/cerumo・INGING          | 1   | Hiroaki Ishiura        | Toyota RI4A   | Alle   |
| P.mu/cerumo・INGING          | 2   | Yuji Kunimoto          | Toyota RI4A   | Alle   |
| Kondō Racing                 | 3   | James Rossiter         | Toyota RI4A   | Alle   |
| Kondō Racing                 | 4   | William Buller         | Toyota RI4A   | Alle   |
| SUNOCO Team LeMans           | 7   | Narain Karthikeyan     | Toyota RI4A   | Alle   |
| SUNOCO Team LeMans           | 8   | Kamui Kobayashi        | Toyota RI4A   | Alle   |
| Real Racing                  | 10  | Kodai Tsukakoshi       | Honda HR-414E | Alle   |
| Real Racing                  | 11  | Takuya Izawa           | Honda HR-414E | Alle   |
| Team Mugen                   | 16  | Naoki Yamamoto         | Honda HR-414E | Alle   |
| KCMG                         | 18  | Yuichi Nakayama        | Toyota RI4A   | Alle   |
| ITOCHU ENEX Team Impul       | 19  | João Paulo de Oliveira | Toyota RI4A   | Alle   |
| ITOCHU ENEX Team Impul       | 20  | Yuhi Sekiguchi         | Toyota RI4A   | Alle   |
| Drago Corse                  | 34  | Takashi Kogure         | Honda HR-414E | Alle   |
| VANTELIN Team TOM'S          | 36  | André Lotterer         | Toyota RI4A   | Alle   |
| VANTELIN Team TOM'S          | 37  | Kazuki Nakajima        | Toyota RI4A   | Alle   |
| Docomo Team Dandelion Racing | 40  | Tomoki Nojiri          | Honda HR-414E | Alle   |
| Docomo Team Dandelion Racing | 41  | Stoffel Vandoorne      | Honda HR-414E | Alle   |
| Nakajima Racing              | 64  | Daisuke Nakajima       | Honda HR-414E | Alle   |
| Nakajima Racing              | 65  | Bertrand Baguette      | Honda HR-414E | Alle   |

## Kalender en resultaten
| Ronde | Ronde | Circuit                       | Datum        | Pole Position     | Snelste Ronde      | Winnaar                | Team                    |
| ----- | ----- | ----------------------------- | ------------ | ----------------- | ------------------ | ---------------------- | ----------------------- |
| 1     | 1     | Suzuka Circuit                | 24 april     | Naoki Yamamoto    | Yuhi Sekiguchi     | Naoki Yamamoto         | Team Mugen              |
| 2     | 2     | Okayama International Circuit | 29 mei       | Hiroaki Ishiura   | Kamui Kobayashi    | Hiroaki Ishiura        | P.mu/cerumo・INGING     |
| 3     | 3     | Fuji Speedway                 | 17 juli      | Stoffel Vandoorne | Kazuki Nakajima    | João Paulo de Oliveira | ITOCHU ENEX Team Impul  |
| 4     | 4     | Twin Ring Motegi              | 21 augustus  | Yuhi Sekiguchi    | Kamui Kobayashi    | Yuhi Sekiguchi         | ITOCHU ENEX Team Impul  |
| 5     | R1    | Okayama International Circuit | 10 september | Kazuki Nakajima   | Kazuki Nakajima    | Stoffel Vandoorne      | Docomo Dandelion Racing |
| 5     | R2    | Okayama International Circuit | 11 september | Tomoki Nojiri     | Hiroaki Ishiura    | Yuji Kunimoto          | P.mu/cerumo・INGING     |
| 6     | 6     | Sportsland SUGO               | 25 september | Yuhi Sekiguchi    | Yuhi Sekiguchi     | Yuhi Sekiguchi         | ITOCHU ENEX Team Impul  |
| 7     | R1    | Suzuka Circuit                | 30 oktober   | Hiroaki Ishiura   | André Lotterer     | Yuji Kunimoto          | P.mu/cerumo・INGING     |
| 7     | R2    | Suzuka Circuit                | 30 oktober   | Hiroaki Ishiura   | Narain Karthikeyan | Stoffel Vandoorne      | Docomo Dandelion Racing |

## Kampioenschap

### Coureurs
Puntensysteem
|               | 1  | 2 | 3 | 4   | 5 | 6   | 7 | 8   | Pole |
| Rondes 1–4, 6 | 10 | 8 | 6 | 5   | 4 | 3   | 2 | 1   | 1    |
| Ronde 5       | 5  | 4 | 3 | 2.5 | 2 | 1.5 | 1 | 0.5 | 1    |
| Ronde 7       | 8  | 4 | 3 | 2.5 | 2 | 1.5 | 1 | 0.5 | 1    |

Eindstand klassement
| Pos | Coureur                | SUZ | OKA † | FUJ | MOT | OKA | OKA | SUG | SUZ | SUZ | Punten |
| --- | ---------------------- | --- | ----- | --- | --- | --- | --- | --- | --- | --- | ------ |
| 1   | Yuji Kunimoto          | 2   | 6     | DNF | 4   | 2   | 1   | 15  | 1   | 6   | 33     |
| 2   | André Lotterer         | 7   | 8     | 4   | 2   | 12  | 4   | 5   | 2   | 2   | 30     |
| 3   | Yuhi Sekiguchi         | 14  | 13    | 3   | 1   | 13  | 9   | 1   | 18  | 8   | 28.5   |
| 4   | Stoffel Vandoorne      | 3   | 12    | DNF | 6   | 1   | 7   | 6   | 17  | 1   | 27     |
| 5   | Hiroaki Ishiura        | 11  | 1     | 6   | 3   | 7   | 3   | 16  | 3   | 3   | 27     |
| 6   | Kazuki Nakajima        | 12  | 17    | 2   | 7   | 19  | 2   | 4   | 5   | 16  | 22     |
| 7   | João Paulo de Oliveira | 10  | 19    | 1   | DNF | 8   | 5   | DNF | 8   | 4   | 15.5   |
| 8   | Naoki Yamamoto         | 1   | 5     | DNF | 8   | 10  | 6   | 14  | 19  | DNF | 15.5   |
| 9   | Tomoki Nojiri          | 9   | 4     | 13  | DNF | 4   | 16  | 3   | 4   | DNF | 14.5   |
| 10  | James Rossiter         | 6   | 9     | 5   | 5   | 9   | 10  | 8   | 12  | 15  | 12     |
| 11  | Koudai Tsukakoshi      | 5   | 2     | 8   | 12  | 5   | 11  | 11  | 11  | 12  | 11     |
| 12  | Daisuke Nakajima       | DNF | 7     | DNS | 10  | 6   | 12  | 2   | 10  | 10  | 10.5   |
| 13  | Takashi Kogure         | 4   | 15    | 12  | 11  | 11  | 14  | 7   | 7   | 9   | 8      |
| 14  | Narain Karthikeyan     | DNF | 16    | 7   | DNF | 3   | DNF | 12  | 15  | 14  | 5      |
| 15  | Bertrand Baguette      | 8   | 14    | 14  | DNF | 14  | 18  | 9   | 6   | 5   | 4.5    |
| 16  | Takuya Izawa           | DNF | 3     | 11  | 14  | 16  | 8   | 13  | 16  | DNF | 3.5    |
| 17  | Kamui Kobayashi        | 16  | 18    | 10  | 9   | 18  | 17  | 17  | 9   | 7   | 1      |
| 18  | Yuichi Nakayama        | 13  | 10    | 9   | 15  | 17  | 13  | DNF | 14  | 11  | 0      |
| 19  | William Buller         | 15  | 11    | DNF | 13  | 15  | 15  | 10  | 13  | 13  | 0      |
| Pos | Coureur                | SUZ | OKA † | FUJ | MOT | OKA | OKA | SUG | SUZ | SUZ | Punten |

### Eindstand teams
| Pos | Team                         | No. | SUZ | OKA † | FUJ | MOT | OKA | OKA | SUG | SUZ | SUZ | Punten |
| --- | ---------------------------- | --- | --- | ----- | --- | --- | --- | --- | --- | --- | --- | ------ |
| 1   | P.mu/cerumo・INGING          | 1   | 11  | 1     | 6   | 3   | 7   | 3   | 16  | 3   | 3   | 54     |
| 1   | P.mu/cerumo・INGING          | 2   | 2   | 6     | DNF | 4   | 2   | 1   | 15  | 1   | 6   | 54     |
| 2   | VANTELIN Team TOM'S          | 36  | 7   | 8     | 4   | 2   | 12  | 4   | 5   | 2   | 2   | 51     |
| 2   | VANTELIN Team TOM'S          | 37  | 12  | 17    | 2   | 7   | 19  | 2   | 4   | 5   | 16  | 51     |
| 3   | ITOCHU ENEX Team Impul       | 19  | 10  | 19    | 1   | DNF | 8   | 5   | DNF | 8   | 4   | 42     |
| 3   | ITOCHU ENEX Team Impul       | 20  | 14  | 13    | 3   | 1   | 13  | 9   | 1   | 18  | 8   | 42     |
| 4   | Docomo Team Dandelion Racing | 40  | 9   | 4     | 13  | DNF | 4   | 16  | 3   | 4   | DNF | 36.5   |
| 4   | Docomo Team Dandelion Racing | 41  | 3   | 12    | DNF | 6   | 1   | 7   | 6   | 17  | 1   | 36.5   |
| 5   | Nakajima Racing              | 64  | DNF | 7     | DNS | 10  | 6   | 12  | 2   | 10  | 10  | 15     |
| 5   | Nakajima Racing              | 65  | 8   | 14    | 14  | DNF | 14  | 18  | 9   | 6   | 5   | 15     |
| 6   | Team Mugen                   | 16  | 1   | 5     | DNF | 8   | 10  | 6   | 14  | 19  | DNF | 14.5   |
| 7   | Real Racing                  | 10  | 5   | 2     | 8   | 12  | 5   | 11  | 11  | 11  | 12  | 14.5   |
| 7   | Real Racing                  | 11  | DNF | 3     | 11  | 14  | 16  | 8   | 13  | 16  | DNF | 14.5   |
| 8   | Kondō Racing                 | 3   | 6   | 9     | 5   | 5   | 9   | 10  | 8   | 12  | 15  | 12     |
| 8   | Kondō Racing                 | 4   | 15  | 11    | DNF | 13  | 15  | 15  | 10  | 13  | 13  | 12     |
| 9   | Drago Corse                  | 34  | 4   | 15    | 12  | 11  | 11  | 14  | 7   | 7   | 9   | 8      |
| 10  | SUNOCO Team LeMans           | 7   | DNF | 16    | 7   | DNF | 3   | DNF | 12  | 15  | 14  | 6      |
| 10  | SUNOCO Team LeMans           | 8   | 16  | 18    | 10  | 9   | 18  | 17  | 17  | 9   | 7   | 6      |
| 11  | KCMG                         | 18  | 13  | 10    | 9   | 15  | 17  | 13  | DNF | 14  | 11  | 0      |
| Pos | Team                         | No. | SUZ | OKA † | FUJ | MOT | OKA | OKA | SUG | SUZ | SUZ | Punten |

† Tijdens de eerste race in Okayama werden halve punten uitgereikt, omdat minder dan 75% van de aanvankelijke race-afstand werd voltooid.